# Семковский, Семён Юльевич
Семён Юльевич Семковский (настоящая фамилия Бронштейн; 4 марта 1882, Могилёв — 8 марта 1937) — советский философ. Двоюродный брат Льва Троцкого.

## Биография
Родился в мещанской семье Юделя Хаимовича Бронштейна и Мити-Маши Афроимовны Бреслав. Окончил юридический факультет Петербургского университета. Доктор философии и социологии. Академик ВУАН (1929).
Член РСДРП с 1901 года, с 1903 г. меньшевик, был членом ЦК меньшевиков. Двоюродный брат Л. Д. Троцкого.
В 1907—1917 в эмиграции в Вене. В 1908 входил в редколлегию венской «Правды».
После Февральской революции 1917 меньшевик-интернационалист. Делегат Объединительного съезда РСДРП (август 1917), избран в ЦК от меньшевиков-интернационалистов. Участник Всероссийского демократического совещания (сентябрь 1917), введён им во Временный совет Российской республики (Предпарламент). Делегат Чрезвычайного съезда РСДРП (декабрь 1917), избран в члены ЦК.
С 1918 года на Украине. В 1918—1920 годах преподавал в Киевском университете.
В марте 1920 вместе с группой видных с.-д. привлечен в Киеве к суду Чрезвычайного революционного трибунала по обвинению в сотрудничестве с белогвардейцами. После освобождения (конец 1920) порвал с меньшевиками. С 1920 профессор вузов Харькова, где преподавал до середины 1930-х годов. В 1934—1936 годах возглавлял кафедру истории европейской культуры и комиссию философии при ВУАНе.
Заведовал кафедрой диалектического материализма в Харьковском университете.
Арестован 3 марта 1936 года, расстрелян 18 марта 1937 года. Посмертно реабилитирован.
Согласно материалам следствия, Семён Семковский, якобы, активно сотрудничал с Борисом Боровичем на уровне ЦК подпольной меньшевистской организации. 
Ленин в ряде работ резко критиковал Семковского за оппортунизм, эклектизм в историко-философских работах. Против взглядов Семковского по философским вопросам физики резко высказывался Лев Ландау.
Один из лидеров меньшевиков А. Мартынов вспоминал, что в годы реакции (после 1908) Семковский впал в махизм.
Являлся одним из немногих советских философов, кто в 1920-е годы поддерживал теорию относительности и квантовую физику и пытался доказать, что новые теории не противоречат диалектическому материализму.